# Wolfram Günther
Wolfram Günther (* 27. června 1973 Lipsko) je saský právník, kunsthistorik a politik za Svaz 90/Zelené. Mezi lety 2019 až 2024 zastával funkci prvního místopředsedy Saské státní vlády a zároveň saského státního ministra pro energie, ochranu klimatu, životní prostředí a zemědělství.

## Život
V letech 1980–1990 byl Wolfram Günther závodním plavcem (v roce 1986 získal titul vicemistra NDR). Po absolvování střední školy v Lipsku v roce 1992 pokračoval dvouletým studiem bankovnictví u Dresdner Bank v Düsseldorfu a od roku 1994 poté pracoval rok v Dresdner Bank v Lipsku. Po splnění civilní služby, kterou vykonával ve svém rodném městě v evangelickém sociálním centru, studoval v letech 1994–1999 právo a od roku 1996 také zároveň dějiny umění, kulturální studia a filozofii na Lipské univerzitě. Po první státní zkoušce v roce 1999 absolvoval právní stáž u okresního soudu, lipského státního zastupitelství, berlínského kulturního senátu, Saské státní kanceláře v Drážďanech a advokátní kanceláře Heta v estonském hlavním městě Tallinnu. Po druhé státní zkoušce v roce 2001 pokračoval ve studiu dějin umění v Lipsku a Berlíně a v roce 2002 promoval.
V roce 2003 se stal Günther docentem se zaměřením na právo týkající se správy, stavebního plánování, životního prostředí a památkové péče a také pořádal semináře ve spolupráci se vzdělávacími institucemi v Berlíně a Frankfurtu nad Mohanem. V roce 2004 začal působit jako právník v Lipsku. Od roku 2006 působil na výmarské univerzitě, kde přednášel stavební právo, plánování silnic a právo životního prostředí. V roce 2004 byl jedním ze zakladatelů Lipského městského fóra a od té doby je jedním z jeho tří řečníků. Od roku 2008 byl jedním z iniciátorů založení Lipské památkové nadace a od jejího schválení v roce 2009 stal jejím předsedou. Od založení v roce 2011 je Günther mluvčím společnosti Bundesnetzwerk Verkehr mit Sinn.
Jako historik umění se Günther zaměřuje především na dějiny architektury a sochařství v období pozdní gotiky a renesance ve středoněmeckém prostoru. Od roku 2003 je členem organizace Förderkreis Alte Kirchen Berlin-Brandenburg, který se věnuje ochraně, obnově a restaurování církevních památek. Jako právník se Wolfram Günther zaměřuje na environmentální a stavební právo.
V lednu 2020 byl Günther veřejně kritizován, protože jeho soukromá čistírna odpadních vod nesplňuje právní předpisy. O kauzu se zajímala média, protože v té době již působil jako ministr životního prostředí a zasazoval se o posílení ochrany životního prostředí.
Wolfram Günther žije v Königsfeld-Schwarzbachu, je ženatý a má čtyři děti.

## Politika
Günther působí od roku 1994 v politické straně Svaz 90/Zelení a od roku 1997 je členem strany. V letech 2013–2019 byl předsedou stranické okresní organizace Střední Sasko. V 6. saských zemských volbách v roce 2014 byl Günther ze 4. místa kandidátky Svazu 90/Zelených zvolen poslancem Saského zemského sněmu. V tomto volebním období byl členem Komise pro životní prostředí a zemědělství, Hodnotící komise a mluvčí své parlamentní frakce pro oblast ochrany životního prostředí a přírody, zemědělství a stavebnictví (státní rozvoj, rozvoj měst a regionů, venkov) a památkové ochrany. Dne 23. května 2018 ho parlamentní frakce zvolila za svého předsedu, kdy ve funkci nahradil Volkmara Zschockeho.
Dne 13. dubna 2019 vybrala stranická konference Wolframa Günthera na druhé místo kandidátky Svazu 90/Zelených pro nadcházející 7. saské zemské volby a spolu s Katjou Meierovou byl volebním lídrem. Po volebním úspěchu své strany a vytvoření černo-zeleno-červené koalice byl Günther dne 20. prosince 2019 jmenován novým saským státním ministrem pro energie, ochranu klimatu, životní prostředí a zemědělství a zároveň prvním místopředsedou druhé vlády Michaela Kretschmera. Nové státní ministerstvo zahrnuje dřívější Saské státní ministerstvo životního prostředí a zemědělství, rozšířené o odpovědnosti za energetickou a klimatickou politiku. Dne 6. února 2020 rezignoval na mandát poslance Saského zemského sněmu, přičemž jej ve funkci nahradila Petra Čagalj Sejdi.
V 8. saských zemských volbách, které se konaly 1. září 2024, byl zvolen do funkce poslance. Ve funkci ministra i místopředsedy vlády skončil Günter 19. prosince 2024 po ustanovení třetí vlády Michaela Kretschmera.